# خومونتووتسه
خومونتووتسه (به لهستانی:  Chomontowce) یک روستا در لهستان است که در گمینا گرودک واقع شده‌است.